# Коледоро (Терамо)
Коледоро (итал. Colledoro) је насеље у Италији у округу Терамо, региону Абруцо.
Према процени из 2011. у насељу је живело 79 становника. Насеље се налази на надморској висини од 552 м.